# Munna kurilensis
Munna kurilensis är en kräftdjursart som beskrevs av Oleg Grigor'evich Kussakin 1974. Munna kurilensis ingår i släktet Munna och familjen Munnidae. Inga underarter finns listade i Catalogue of Life.